# Landsfodboldturneringen 1923-24
Landsfodboldturneringen 1923-24 var den 11. sæson om Danmarksmesterskabet i fodbold for herrer organiseret af DBU. Turneringen blev vundet af B 1903. Det var B 1903s andet danske mesterskab. For første gang endte finalen uafgjort, så de to hold måtte ud i en omkamp. Med B 1913s deltagelse var det også første gang, at et hold fra Fyn nåede finalen.

## Baggrund
I finalen i Landsfodboldturneringen mødtes vinderen af den københavnske Mesterskabsrækken under Københavns Boldspil Union (KBU) og vinderen af Provinsmesterskabsturneringen.

## Provinsmesterskabsturneringen

### 1. runde
| 18. maj 1924 |

| Viking Rønne | 0 - 1 (e.f.s.) | B 1901 |
| ------------ | -------------- | ------ |
|              | Ord.: 0-0      |        |

| Rønne |

### 2. runde
| 25. maj 1924 |

| B 1901 | 6 - 2 | Holbæk B&I |
| ------ | ----- | ---------- |
|        |       |            |

| Nykøbing Falster Stadion, Nykøbing Falster |

| 25. maj 1924 |

| Viborg FF   | 1 - 7   | B 1913                                                                              |
| ----------- | ------- | ----------------------------------------------------------------------------------- |
| Thisted 76' | (0 - 3) | Martin Petersen 20' · Henry Ludvigsen 30' 70' · Einer Hansen 31' 72' 85' · ?? 50' · |

| Aarhus Idrætspark, Aarhus Tilskuere: 2.000 |

### Finale
| 1. juni 1924 |

| B 1913                                                    | 3 - 1   | B 1901                   |
| --------------------------------------------------------- | ------- | ------------------------ |
| Henry Ludvigsen 35' · Børge Jensen 60' · Einar Hansen 75' | (1 - 1) | Svend Aage Eriksen 36' · |

| Odense |

## Mesterskabsrækken (København)
| Pos | Hold     | K  | V | U | T  | M+ | M- | MF  | P  | Kvalifikation                           |
| --- | -------- | -- | - | - | -- | -- | -- | --- | -- | --------------------------------------- |
| 1   | B 1903   | 10 | 7 | 1 | 2  | 31 | 14 | +17 | 15 | Kvalificeret til finalen                |
| 2   | KB       | 10 | 6 | 1 | 3  | 21 | 19 | +2  | 13 |                                         |
| 3   | B 93     | 10 | 6 | 0 | 4  | 20 | 14 | +6  | 12 |                                         |
| 4   | AB       | 10 | 4 | 2 | 4  | 16 | 16 | 0   | 10 |                                         |
| 5   | Frem (M) | 10 | 4 | 2 | 4  | 22 | 21 | +1  | 10 |                                         |
| 6   | KFUM (O) | 10 | 0 | 0 | 10 | 10 | 36 | −26 | 0  | Kvalifikation til Mestserskabsrækken[A] |

1. ^ Kvalifikation til Mestserskabsrækken: ØB - KFUM 2-2.
KFUM - ØB 3-2 (2-0)

## Finale
| 22. juni 1924 |

| B 1913          | 1 - 1 (e.f.s.) | B 1903               |
| --------------- | -------------- | -------------------- |
| Otto Jensen 15' | (1 - 0)        | Frithjof Steen 80' · |

| Odense Tilskuere: 4.000 Dommer: Hugo Ohlsson, Sverige |

### Finale, 1. omkamp
| 29. juni 1924 |

| B 1903              | 1 - 1 (e.f.s.) | B 1913                       |
| ------------------- | -------------- | ---------------------------- |
| Karl Wilhelmsen 81' | (0 - 1)        | Carl Jørgensen 5', selvmål · |

| Idrætsparken, København Tilskuere: 4.500 Dommer: Erik Ohlsson, Sverige |

### Finale, 2. omkamp
| 6. juli 1924 |

| B 1903                                                                                   | 5 - 0   | B 1913 |
| ---------------------------------------------------------------------------------------- | ------- | ------ |
| Viggo Jørgensen 11' · Karl Wilhelmsen 35' 51' · Knud Andersen 41' · Arthur Hentschel 43' | (4 - 0) |        |

| Korsør Tilskuere: 2.000 Dommer: Otto Ohlsson, Sverige |